# Patriot (film, 1999)
Patriot je slovenski akcijski triler iz leta 1999. Scenarij je Karlovšek priredil po svojem romanu Rodoljub (1994).

### Zgodba
NATO v Sloveniji vzpostavi sistem za obrambo pred letalskimi napadi, imenovan Patriot, ki ga poskuša uničiti mednarodna teroristična organizacija, ki grozi še z uničenjem jedrske elektrarne v Krškem. Primer rešuje kriminalist, ki je odgovoren za Patriot in mora opraviti še z notranjimi sovražniki.

## Financiranje
Projekt je ocenjen na 133.956.600 SIT (558.991 evrov). Sofinanciral ga je Filmski sklad RS (388.082 evrov). Koproducent je bil RTV Slovenija.

## Odziv kritikov in gledalcev

### Kritiki
Ženja Leiler je napisala, da gre za film C do B produkcije, ki ga je težko kritiško ovrednotiti, saj hitro zdrsne iz spomina. Omenila je neambicioznost ustvarjalcev, površno zgodbo, oddaljenost od politične resničnosti, zatikajoče se dialoge, predolge ljubezenske sekvence, komične akcijske prizore, drugačen tip fotografije za vsako sekvenco, obupno glasbo, nenavadno preprostost domnevno zapletenih tehničnih mehanizmov, neposrečen kasting, dolgočasnost in amaterskost. Bolj kot nekvaliteten izdelek jo je zmotilo dejstvo, da je film nastal z državno pomočjo. Scenarij se ji je zdel boljši le od tistih za filma Blues za Saro in Brezno, vendar je menila je, da bi moral Karlovšek namesto Patriota ekranizirati svoj roman Klan, ker je bolj sofisticiran in aktualen, pa še žanr melodrame ne bi bil tako zahteven. Na koncu zapisa se je pošalila, da je Slovenija ta film plačala, da bi dokazala, da tako početje nima smisla.
Igor Prassel je film označil za povprečnega in neperspektivnega, čisto možna zgodba o prav tako neperspektivni državi brez socialne vizije, kjer nesposobna vojska in podkupljena policija branita mir, pa se mu je zdela grozljiva. Omenil je glavni pozitivni lik, državnega sekretarja na ministrstvu za notranje izjave, ki izjavi: »nobena vzhodnjaška ciganarija nam ne bo grozila.« Vprašal se je, zakaj slovenski filmski sklad podpira take projekte.
Majda Širca je izjavila, da ta film ne bi ganil ocenjevalcev, če bi bil predvajan na TV ali izposojen na videokaseti. Pritožila se je nad kopiranjem tujih vzorcev ter pomanjkanjem izvirnosti, avtorskosti, duhovnosti in védenja. Razlog za to posledico strahu pred artizmom je iskala v strahu pred praznimi dvoranami in v manjku ideoloških trenj, ki so poganjala slovensko kinematografijo. Da Štiglicu ni bilo usojeno posneti tretjega dela Poletja v školjki, se ji je zdela napaka, saj so imele tvorne in preproste zgodbe takrat, ko so se jih še otepali, gledalce in efekt na širšo in le mlado generacijo.
Jelka Stergel, takratna vodja filmskega programa v Cankarjevem domu in direktorica Liffa, je povedala, da je Patriot žanrski izdelek z malim slovenskim budžetom, do katerega je treba biti prizanesljiv. Zmotila jo je agentka, ki pretirano razkazuje noge in brez razloga prestopi na drugo stran ter agentu slovenske policije sporoči ime izdajalca, preden ji ta začne streči po življenju, na koncu filma pa kljub izdaji državne skrivnosti št. 1 odide brez posledic in to z agentom, ki je najprej brezkompromisno tvegal glavo za skupno stvar, nato pa nonšalantno vrnil značko MNZ (po vzoru ameriških filmov). Ni marala tudi premočne gledališke maske in motečih režijski detajlov, ob Kobalu pa je pomislila, da bi film lahko bil posnet kot satira in tako hekerske in detonacijske šlamparije ne bi bodle v oči. Par glavnih igralcev se ji je zdel dovolj karizmatičen, ni pa razumela, zakaj je ljubezenska scena skoraj v enem samem planu. Pohvalila je Radka Poliča in Uroša Smoleja kot mladega računalniškega genija.
Miha Mazzini je film označil za stvor, ki je zrasel v epruveti iz klišejev in omenil neumnosti, kot so kričanje žrtve atentata z metalcem raket, strokovnjak, ki razmišlja o rezanju žice kljub ustavljenemu števcu bombe, nemoten odhod domov pobeglega zapornika in sovražnika št. 1., zabiti vrhunski agenti in policisti, prizanesljivost do ujetih sovražnikov, naročanje napada na Slovenijo po telefonu, brezbrižnost ob zelo slabih novicah, ignoriranje velikega potenciala zgodbe o mami in sinu na nasprotnih straneh, odklenjen zapor, upravljanje obrambnega sistema s preprostim pritiskom na gumb računalniške tipkovnice, generična glasba, ki se ne ozira na dogajanje, priimek Krivec za krivca in zgražanje lika ob klišejskem podiranju stojnice s sadjem in zelenjavo. Na koncu je navedel imena članov komisij, ki so podprli produkcijo filma ter trditev Končarja, da je bil njegov film raztrgan zaradi zavisti.

### Obisk v kinu
Film si je ogledalo 5937 gledalcev.

## Zasedba
- Ivo Barišič
- Tanja Dimitrievska
- Roman Končar
- Uroš Smolej
- Bogomir Veras
- Branko Završan
- Radko Polič
- Boris Kobal
- Polona Vetrih

## Ekipa
- fotografija: Tomislav Pinter
- glasba: Jani Golob
- montaža: Janez Bricelj
- scenografija: Andrej Stražišar
- kostumografija: Jerneja Jambrek
- maska: Marija Jurovič
- zvok: Jože Trtnik
- kaskader: Rok Cvetkov